# Meixedo (Bragance)

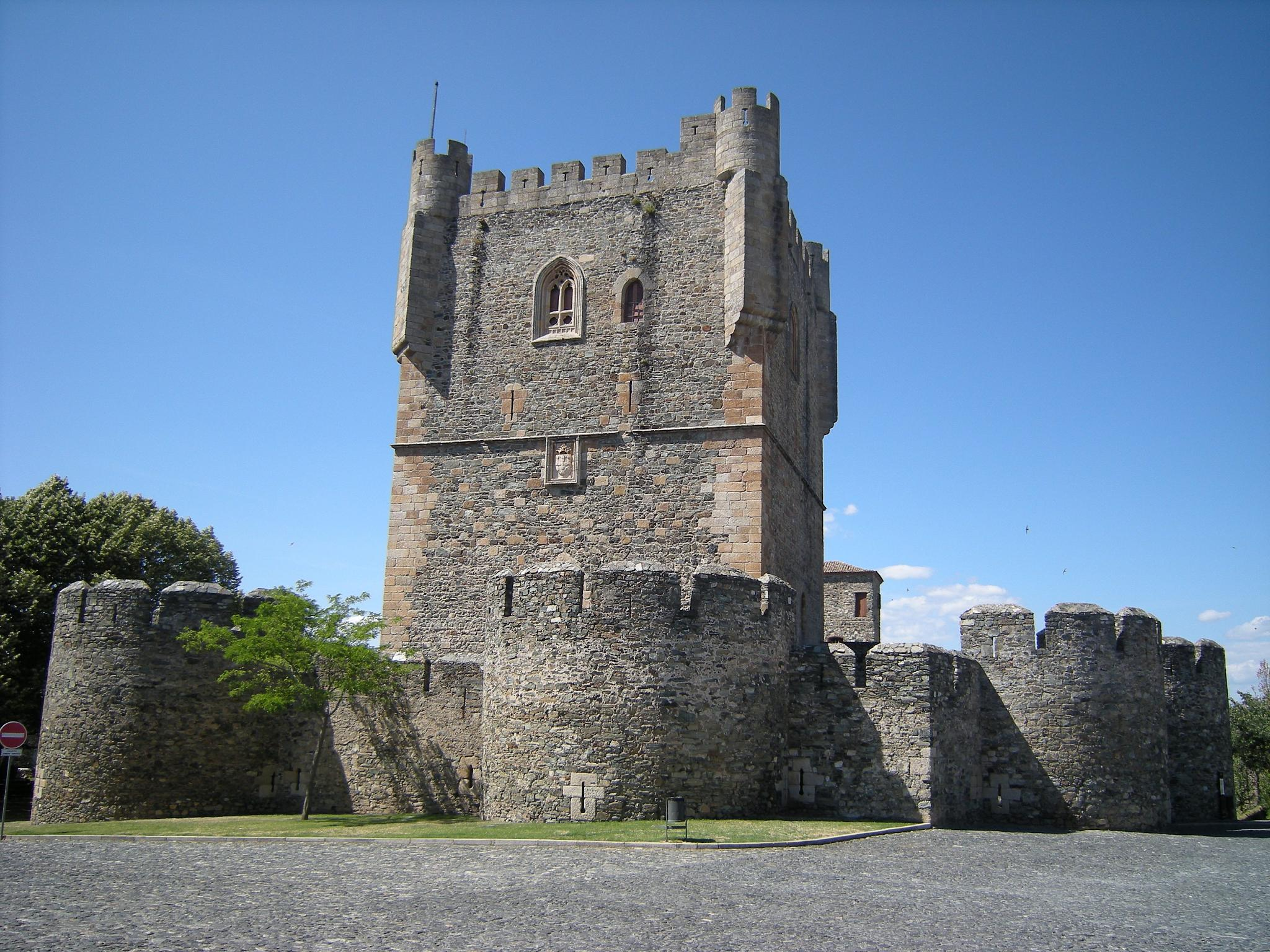
Château de Bragance

Meixedo fut une freguesia portugaise du concelho de Bragance, qui avait une superficie de 11,48 km2 pour une population de 163 habitants en 2011. Densité: 14,2 hab/km2. Elle disparut en 2013, dans l'action d'une réforme administrative nationale, ayant fusionné avec les freguesias de Sé et de Santa Maria pour former une nouvelle freguesia nommée União das Freguesias de Sé, Santa Maria e Meixedo.